# José Suárez Barea
José Suárez Barea (México, D. F., 15 de mayo de 1967) es un actor mexicano-americano.

## Biografía
Inició su carrera profesional a la edad de 8 años con un papel protagónico en la industria cinematográfica, lo que le hizo acreedor a 'La Diosa De Plata' uno de los grandes reconocimientos de la prensa, como mejor actor infantil en 1976.
Ha incursionado en cine, teatro, televisión, centro nocturno, tanto actuando como bailando. Ha actuado en diversos papeles de villano, de bueno, de galán, en drama, comedia y tragedia. Incluso escribiendo, dirigiendo y produciendo programas de televisión y espectáculos y como ejecutivo durante los últimos 9 años en dos de las cadenas de televisión más importantes de los Estados Unidos, Pepe es actualmente poseedor de una de las carreras más sólidas en el mundo del entretenimiento de habla hispana.
Heredero de una dinastía de primeras figuras del espectáculo en México, Pepe es sobrino de los destacados actores Héctor Suárez y Alejandro Suárez, y primo del actor Héctor Suárez Gomis y del productor de TV Eduardo Suárez Castellot.

## Filmografía

### Telenovelas
- Betty en NY (2019) ... Efraín Montes. Telemundo USA
- Encrucijada .... Maestro. Univision USA
- Carita de ángel .... Raymundo. Televisa
- DKDA Sueños de juventud .... Pablo Martínez. Televisa[1]
- La sombra del otro .... Alberto Rojas. Televisa
- Agujetas de color de rosa .... Televisa
- Buscando el paraíso .... Eduardo. Televisa
- La última esperanza (1993) .... Luis Ceballos "El Caireles". Televisa
- Yo no creo en los hombres (1991) .... Leonardo Miranda. Televisa[1]
- Ángeles blancos .... Dr. Álvaro Gutiérrez. Televisa
- La casa del árbol .... Vicente Suárez. Arte Difusión

### Series de TV
- Confetti. Escritor. B17 para Facebook USA
- Buenos Días Familia. Escritor, actor. Estrella TV USA
- Logan Paul's 'Best Friends Epi 3 Actor. Maverick Prod USA
- Qué Noche. Actor. Telemundo USA
- El Show de Dante. Actor invitado. Mega TV USA
- Un Nuevo Día. Productor, escritor, actor. Telemundo
- Olimpic Games London 2012 Productor, escritor, actor. Telemundo USA
- Shanik En Fórmula. Artista invitado. Telefórmula
- La Cantina Del Tunco. Artista invitado. Televisa
- Se Vale. Artista invitado. Televisa
- Desmadrugados. Artista invitado. Televisa
- El Show de Lagrimita y Costel. Actor. Estrella TV USA
- Estrellitas del Sábado. Actor. Estrella TV USA
- Tengo Talento, Mucho Talento. Director ejecutivo. Estrella TV USA
- Los Premios de la Radio 2009. Director ejecutivo. Estrella TV USA
- Los Chuperamigos. Director ejecutivo. Estrella TV USA[2]
- A Que No Puedes. Director ejecutivo. Estrella TV USA
- Los Premios de la Radio 2008. Director ejecutivo. Estrella TV USA
- Teatro de la Risa. Artista invitado, escritor. Liberman Broadcasting USA
- Que Buena TV. Artista invitado, escritor. Liberman Broadcasting USA
- El Show de Don Cheto. Artista invitado, escritor. Liberman Broadcasting USA
- Estudio 2. Artista invitado, escritor. Liberman Broadcasting USA
- Vida TV El Show. Actor, escritor. Televisa
- La Casa de la Risa, Hoy, La Ciudad con Sexo, Desde Gayola, Black & White, Otro Rollo, El Club, Ni Contigo Ni Sin Ti, En Cadena Con Cadena, Intimamente Shanik. Actor, escritor. Televisa, CNI Canal 40
- Teleteatros. Estrella invitada. Televisa
- Mujer Casos de la Vida Real. Actor. Televisa
- Espec. de Navidad y Fiestas Patrias. Actor, escritor. Televisa
- Humor es los Comediantes. Actor. Televisa
- Historias de Niñas y niños. Estrella invitada. Arte Difusión
- Los Intrépidos. Estrella invitada. Arte Difusión
- Como Jugando. Estrella invitada. Arte Difusión
- Mujer, casos de la vida real

### Películas
- Sin Vergüenzas Travieso Films USA
- La Mesa Que Más Aplauda. Dir. René Cardona Jr.
- Ya No Los Hacen Como Antes Dir. Fernando Pérez Gavilán.
- Papá 2000 Dir. René Cardona Jr.
- Embrujo De Rock Dir. Rafael Montero.
- Tres Minutos En La Oscuridad Dir. Pablo Gómez Sáenz.
- El Rito Del Sordo Prod. Univ. Ibero.
- La Palomilla En Vacaciones misteriosas Dir. Héctor Ortega.
- La Palomilla Al Rescate Dir. Héctor Ortega.

### Teatro
- El Show de Pepe Charrascas USA
- La Güera Rodríguez Prod. Jorge Ortíz De Pinedo
- El Show De La Casa De La Risa 2 con La Chupitos USA
- El Show De La Casa De La Risa 1 con La Chupitos USA
- Confesiones De Una Güera Oxigenada con Héctor Suárez, Otto Sirgo, Sergio Kleiner
- Quiero Pero No Puedo con Jorge Ortíz De Pinedo
- El Show De Carlos Espejel con Carlos Espejel
- El Tamaño No Importa con Carlos Espejel
- Los Niños De La Calle
- Cabaré TV Prod. Pepe Suárez
- Perros Rockanroleros Prod. Silvia Pinal
- Mamá Ama El Rock con Angélica María, Angélica Vale, Ricky Martin
- Nos Ganó La Risa con Héctor Suárez
- Hablemos Pues con Héctor Suárez
- Qué Nos Pasó? con Héctor Suárez
- Qué Nos Pasa? con Héctor Suárez

## Premios y nominaciones

### Premios Eres
| Año  | Categoría         | Telenovela                | Resultado |
| ---- | ----------------- | ------------------------- | --------- |
| 1992 | Mejor actor joven | Yo no creo en los hombres | Nominado  |